# Filmfare Awards (1969)
16-я церемония награждения Filmfare Awards прошла в 1969 году, в городе Бомбей. На ней были отмечены лучшие киноработы на хинди, вышедшие в прокат до конца 1968 года.
На этой церемонии впервые состоялось вручение премий в номинации «Лучший сценарий».
Награды в категории «Лучший документальный фильм» была удостоена кинолента Explorer режиссёра Промода Пати.

## Список лауреатов и номинантов

### Основные премии
| Категории                         | Фото лауреатов   | Лауреаты и номинанты                                                          | Фильмы                                  | Роли                                    |
| --------------------------------- | ---------------- | ----------------------------------------------------------------------------- | --------------------------------------- | --------------------------------------- |
| Лучший фильм                      | Лучший фильм     | • «Глаза» (реж. и прод. Рамананд Сагар)                                       | • «Глаза» (реж. и прод. Рамананд Сагар) | • «Глаза» (реж. и прод. Рамананд Сагар) |
| Лучший фильм                      | Лучший фильм     | • «Брахмачари» (реж. Бхаппи Сони, прод. Г. П. Сиппи)                          |                                         |                                         |
| Лучший фильм                      | Лучший фильм     | • «Голубой лотос» / «Нилкамал» (реж. Рам Манешвари, прод. Панналал Манешвари) |                                         |                                         |
| Лучшая режиссёрская работа        |                  | • Бхаппи Сони                                                                 | «Брахмачари»                            | «Брахмачари»                            |
| Лучшая режиссёрская работа        | • Рамананд Сагар | «Глаза»                                                                       | «Глаза»                                 |                                         |
| Лучшая режиссёрская работа        | • Рам Манешвари  | «Голубой лотос» / «Нилкамал»                                                  | «Голубой лотос» / «Нилкамал»            |                                         |
| Лучшая мужская роль               |                  | • Дилип Кумар                                                                 | «Человек»                               | Раджеш Сааб                             |
| Лучшая мужская роль               | • Дилип Кумар    | «Революция»                                                                   | Кундан Прасад                           |                                         |
| Лучшая мужская роль               | • Шамми Капур    | «Брахмачари»                                                                  | Брахмачари                              |                                         |
| Лучшая женская роль               |                  | • Наргис                                                                      | «Ночь и день»                           | Варуна / Пэгги                          |
| Лучшая женская роль               | • Сайра Бану     | «Преступление и...»                                                           | Камини Гупта                            |                                         |
| Лучшая женская роль               | • Вахида Рехман  | «Голубой лотос» / «Нилкамал»                                                  | Раджкумари Нилкамал / Сита              |                                         |
| Лучшая мужская роль второго плана |                  | • Манодж Кумар                                                                | «Человек                                | доктор Шекхар                           |
| Лучшая мужская роль второго плана | • Радж Кумар     | «Голубой лотос» / «Нилкамал»                                                  | Читрасен                                |                                         |
| Лучшая мужская роль второго плана | • Санджив Кумар  | «Охота»                                                                       | инспектор Раи                           |                                         |
| Лучшая женская роль второго плана |                  | • Хелен                                                                       | «Охота»                                 | Вира                                    |
| Лучшая женская роль второго плана | • Шашикала       | «Голубой лотос» / «Нилкамал»                                                  | Чанчал                                  |                                         |
| Лучшая женская роль второго плана | • Сими Гаревал   | «Saathi»                                                                      | Раджни                                  |                                         |
| Лучшее исполнение комической роли |                  | • Джонни Уокер                                                                | «Охота»                                 | Теджу                                   |
| Лучшее исполнение комической роли | • Мехмуд         | «Голубой лотос» / «Нилкамал»                                                  | Гирдхар Гопал Агарвал                   |                                         |
| Лучшее исполнение комической роли | • Мехмуд         | «Sadhu Aur Shaitan»                                                           | Баджранг «Бирджу» / Рам                 |                                         |
| Лучший сюжет                      |                  | • Сачин Бхаумик                                                               | «Брахмачари»                            | «Брахмачари»                            |
| Лучший сюжет                      | • Гулшан Нанда   | «Голубой лотос» / «Нилкамал»                                                  | «Голубой лотос» / «Нилкамал»            |                                         |
| Лучший сюжет                      | • Рамананд Сагар | «Глаза»                                                                       | «Глаза»                                 |                                         |

### Музыкальные премии
| Категории                       | Фото лауреатов     | Лауреаты и номинанты         | Фильмы                   | Песни                 |
| ------------------------------- | ------------------ | ---------------------------- | ------------------------ | --------------------- |
| Лучшая музыка к песне           |                    | • Рави                       | «Глаза»                  | «Глаза»               |
| Лучшая музыка к песне           | • Шанкар-Джайкишан | «Преступление и...»          | «Преступление и...»      |                       |
| Лучшая музыка к песне           | • Шанкар-Джайкишан | «Брахмачари»                 | «Брахмачари»             |                       |
| Лучшие слова к песне            |                    | • Хасрат Джайпури            | «Брахмачари»             | «Dilke Jharoke Mein»  |
| Лучшие слова к песне            | • Сахир Лудхианви  | «Глаза»                      | «Milti Hai Zindagi Mein» |                       |
| Лучшие слова к песне            | • Шайлендра        | «Брахмачари»                 | «Main Gaoon Tum»         |                       |
| Лучший мужской закадровый вокал |                    | • Мохаммед Рафи              | «Брахмачари»             | «Main Gaoon Tum»      |
| Лучший мужской закадровый вокал | • Мохаммед Рафи    | «Голубой лотос» / «Нилкамал» | «Babul Ki Duvayen»       |                       |
| Лучший мужской закадровый вокал | • Мохаммед Рафи    | «Брахмачари»                 | «Dilke Jharoke Mein»     |                       |
| Лучший женский закадровый вокал |                    | • Аша Бхосле                 | «Охота»                  | «Parde Mein Rehne Do» |
| Лучший женский закадровый вокал | • Лата Мангешкар   | «Глаза»                      | «Milti Hai Zindagi Mein» |                       |
| Лучший женский закадровый вокал | • Шарда            | «Преступление и…»            | «Tumhari Bhi Jai Jai»    |                       |

### Технические награды
| Категории                            | Лауреаты и номинанты                  | Фильмы             |
| ------------------------------------ | ------------------------------------- | ------------------ |
| Лучший диалог                        | • С. Али Раза                         | «Saraswatichandra» |
| Лучший сценарий                      | • Набендру Гхош                       | «Младшая невестка» |
| Лучший монтаж                        | • Н. М. Шанкар                        | «Saathi»           |
| Лучшая операторская работа           | • Нариман А. Ирани (чёрно-белое кино) | «Saraswatichandra» |
| Лучшая операторская работа           | • Г. Сингх (цветное кино)             | «Глаза»            |
| Лучшая работа художника-постановщика | • Аджит Банерджи (чёрно-белое кино)   | «Младшая невестка» |
| Лучшая работа художника-постановщика | • А. А. Маджид (цветное кино)         | «Noor Jehan»       |
| Лучший звук                          | • П. Тхакерси                         | «Охота»            |

## Наибольшее количество номинаций и побед
- «Брахмачари» – 9 (6)
- «Голубой лотос» – 8 (1)
- «Глаза» – 7 (2)
- «Охота» – 5 (4)